# No cambié
«No cambié» es una canción interpretada por la cantante española Yurena (entonces conocida como Tamara), publicada en 2000 por la discográfica Superego.
La canción fue compuesta por Leonardo Dantés, con quien Yurena actuaba inicialmente como dúo. Anteriormente, la canción había sido editada en estilo tecno-rumba por Dantés junto a la cantante Loly Álvarez bajo el nombre de Luna Azul, sin alcanzar repercusión. El tema se convirtió en el más popular de la carrera de Yurena y permaneció diez semanas en el número uno en España, además de obtener un disco de oro.

## Antecedentes y publicación
Yurena había iniciado una carrera independiente en Vizcaya con su álbum autofinanciado A por ti (Norte Estudios, 1993), que no tuvo repercusión más allá del ámbito local. En el resto de la década de los noventa, había realizado viajes a Madrid buscando oportunidades para desarrollar su carrera musical. En el año 2000 comenzó a ganar fama por sus apariciones en el programa Crónicas marcianas, donde interpretó de forma recurrente la canción en su versión a dúo con Leonardo Dantés. Pese a no estar publicada formalmente, la canción fue ganando popularidad conforme la fama de Tamara y el resto de personajes del «tamarismo» fue creciendo.
Ese año Yurena firmó con Piérdete, la recientemente creada filial de pop de la discográfica Superego. En otoño del 2000 esta editó «No cambié» como cara B del sencillo «A por ti». Ambas obtuvieron un éxito inmediato, pero «No cambié» pronto superó a la cara A. La canción alcanzó una gran popularidad como descarga de sintonía para móviles, y a pesar de no sonar en la radiofórmula alcanzó el número uno en las listas de sencillos españolas. Se mantuvo en esta posición diez semanas, superando a artistas establecidos como Alejandro Sanz o Backstreet Boys, y obtuvo un disco de oro.
La canción fue interpretada en programas como Día a día, y en 2001 fue editada en México por Universal. En paralelo, Loly Álvarez protagonizó polémicas televisivas sobre la autoría de la voz de la canción, y editó una nueva versión de la misma junto a Tony Genil. La canción también continuó siendo interpretada en directo por Dantés en solitario, ya alejado de Tamara, y había sido grabada en otra ocasión, en 1998, por el trío de tecno-rumba Embrujo. Dantés, Álvarez y Genil participaron en un programa temático de Gente con chispa en torno a la canción.

## Legado
La canción se convirtió a la postre en la más conocida de la trayectoria de Yurena, aunque ella ha renegado en distintas ocasiones de ella. Su primer álbum de estudio tras saltar a la fama, Superestar, no la contenía y adoptaba una dirección más synth-pop. A pesar de ello, en 2015 grabó una nueva versión de la canción, con una nueva producción más electrónica, que promocionó en programas como Sálvame. La canción dio título al documental sobre la vida de Yurena Sigo siendo la misma, estrenado en Netflix en 2025 y dirigido por Marc Pujolar.